# 레이 부마타이
레이 부마타이(Ray Bumatai, 1952년 12월 20일 ~ 2005년 10월 6일)는 미국의 배우, 가수, 텔레비전 배우, 성우이다.
오펜바흐에서 태어났으며 호놀룰루에서 사망하였다.

## 영화
- 조니 카파할라, 눈 위의 서퍼 (1999년)
- 로켓 파워 (1999년)
- 블러드 마스크 (1998년)
- 언더 더 훌라 문 (1995년) - 킹 역
- 악몽의 섬 (1992년)
- 기적의 활주로 (1989년)
- SOS 해상 구조대 (1989년)